# Frans Budé
Frans Budé (Maastricht, 28 december 1945) is een Nederlands dichter. Zijn eerste bundel verscheen in 1984, waarna hij een groot oeuvre van poëzie, proza en essays opbouwde.

## Korte biografie
Budé debuteerde op tweeëntwintig jarige leeftijd met gedichten in Elseviers Weekblad. Zijn debuutbundel Vlammend marmer verscheen pas jaren later, in 1984, bij het gerenommeerde uitgevershuis Meulenhoff, waaraan hij tot op de dag van vandaag verbonden is.
Van Budé verschenen tot nu toe zestien bundels, een novelle, een boek met beschouwend proza en een bundeling prozastukken die ook als een vermomde autobiografie zijn te lezen: De dagen. Belevenissen van een jongen Zijn werk is te plaatsen in de traditie die in Nederland wordt vertegenwoordigd door dichters als Gerrit Kouwenaar en H.C. ten Berge: oeuvrebouwers die een grote nadruk leggen op het ‘talige’ karakter van hun dichtwerk.
Budés grote belangstelling voor beeldende kunst is terug te vinden in zijn poëzie (hij schreef veel gedichten bij beeldend werk) en in de talrijke teksten die hij bijdroeg aan catalogi van beeldend kunstenaars. Een deel daarvan werd gebundeld in Het perfecte licht.
Componisten als Rick Debie, Egbert Derix, Arno Dieteren, Margriet Ehlen, Jean Lambrechts, Hans Leenders, Hardy Mertens, Anne Parlevliet, Jesse Passenier, John Slangen, André Stolwijk en Robert Weirauch hebben een of meer gedichten van Budé op muziek gezet. Liedteksten werden gezongen door bas-bariton Huub Claessens, de sopranen Claudia Couwenbergh, Eléonore Marmeuse, Fenna Ograjensek, Rianne Wilbers en zanger/acteur Matthias Quadekker. 
Daarnaast zijn er gedichten van hem vertaald in het Frans, Fries, Duits, Engels, Spaans, Pools, Chinees, Indonesisch en Zuid-Afrikaans.

## Bundels
- Vlammend marmer (1984)
- Een leem (1986)
- Grenswacht (1987)
- Nachtdroom (1989)
- De onderwaterwind (1991)
- Maaltijd (1994)
- In Remersdaal (1997)
- Zomerplaats (met tekeningen van Gilbert de Bontridder) (1999)
- Alles gaande (2001)
- De trein loopt prachtig binnen (2003)
- Blauwe rijst (2006)
- Bestendig verblijf (2010)
- Transit (2012)
- Achter het verdwijnpunt (2015)
- Zoveel nabijheid (2018)
- De tocht (2021)
- Te midden van alles (2024)

## Proza
- Afrit (2005)
- De dagen. Belevenissen van een jongen (2017)

## Essays
- Het perfecte licht (beschouwingen, verhalen, gedichten) (1999)

## Prijzen
- 2018 - Sjiek Literatuurprijs voor De dagen. Belevenissen van een jongen
- 2018 - Leo Herberghs Poëzieprijs voor Budés gehele poëtische oeuvre.